# Marina Sanmartín Pla
Marina Sanmartín Pla (Valencia, 18 de octubre de 1977) es una escritora y librera española. En 2022, fue premiada con el galardón de Mejor Novela de la décima edición del festival Valencia Negra con su novela Las manos tan pequeñas.

## Trayectoria
Se licenció en Periodismo por la Universidad Politécnica de Valencia y realizó un máster en Periodismo Científico por el CSIC (Consejo Superior de Investigaciones Científicas). Además, imparte clases en el Máster de Edición Taller de Libros (Madrid y Barcelona).
Su carrera profesional se ha centrado en el periodismo, colabora con el periódico ABC como responsable de la sección de novela negra Tinta Roja en el suplemento ABC Cultural. Además, ha realizado entrevistas a personajes del mundo de la cultura como la escritora Camilla Läckberg o el actor español Carlos Areces. Desde el mes de noviembre del año 2022 también colabora con el medio de comunicación El Periódico de España. Su blog La Fallera cósmica ganó el Premio Revista de Letras a Mejor Blog Nacional de Creación Literaria en el año 2010.
Sanmartín aprendió el oficio de librera en la librería TopBook de Madrid y también la librerías Bertrand de Zaragoza y Alcalá de Henares. Posteriormente trabajó en el departamento de Libros y en el de Comunicación de la librería Fnac de Madrid. Durante tres años coordinó el departamento de prensa del sello editorial Grupo Sílex Ediciones.
Es socia de la librería Cervantes y compañía en el madrileño barrio de Malasaña, y regenta El libro imposible, un espacio cultural y librería situado en Ponferrada, junto a Prodigioso Volcán y el periodista Mario Tascón.
Como escritora ha publicado diferentes libros desde el año 2010, entre sus obras destaca su novela Las manos tan pequeñas, de la editorial Harper Collins, que se alzó con el galardón de Mejor Novela de la décima edición del festival VLC Negra en el año 2022.

## Reconocimientos
En 2010, Sanmartín recibió el Premio Revista de Letras a Mejor Blog Nacional de Creación Literaria por La fallera cósmica (Baile del Sol). Posteriormente, su novela Las manos tan pequeñas recibió en 2022 el Premio a la Mejor Novela de la décima edición del festival Valencia Negra.

## Obra
- 2010 – La fallera cósmica. Baile del Sol. ISBN 9788415019367.[12]
- 2012 – La clave está en Turgueniev. Eutelequia. ISBN 9788494041228.[13]
- 2014 – El amor que nos vuelve malvados. Principal de los libros. Barcelona. ISBN 9788494223402.[14]
- 2016 – Informe sobre la víctima. Principal de los libros. Barcelona. ISBN 9788416223442.[15]
- 2019 – El jardín de los sospechosos. Principal de los libros. Barcelona. ISBN 9788416223961.[16]
- 2022 – Las manos tan pequeñas. Harpercollins. Barcelona. ISBN 9788491397502.[17]
- 2023 – Desde el ojo del huracán. Ariel. Barcelona. ISBN 9788434436183.